# Prussià
|  | Per a altres significats, vegeu «Prússia». |

El prussià és una de les llengües bàltiques extintes dins la família lingüística de l'indoeuropeu. Es va extingir entre els segles xvii i xviii. Dels idiomes encara parlats, és més proper al lituà.

## Vocabulari
Llista de vocabulari extreta del Vocabulari d'Elbing:
| Prussià           | Saxó antic (en 1350) | Alemany             | Letó         | Rus actual               | Català       | Connexió etimològica llatí o grec |
| ----------------- | -------------------- | ------------------- | ------------ | ------------------------ | ------------ | --------------------------------- |
| aglo              | Reyn                 | Regen               | lietus       |                          | pluja        |                                   |
| assanis           | Herbist              | Herbst              | rudens       | osen'                    | tardor       | autumnus                          |
| agins, ackis      | Ouge                 | Auge                | acs          |                          | ull          | oculus                            |
| ape               | Vlys                 | Fluss               | upe          |                          | riu          | amnis                             |
| aubirgo           | Garbret              | Braten              | cepts        |                          | rostir       |                                   |
| auklextes         | Oberker              | Spreu               | pelavas      |                          | palla        |                                   |
| avis              | Ome                  | Onkel               | tēvocis      |                          | oncle        | avus                              |
| birgakarkis       | Kelle                | Schöpfkelle         | kauss        |                          | cullerot     |                                   |
| buttan            | Hus                  | Haus                | māja         |                          | casa         |                                   |
| cawx              | Tufel                | Teufel              | velns        | čërt ?                   | diable       |                                   |
| dangus            | Hemel                | Himmel              | debesis      |                          | cel          |                                   |
| dantis            | Czan                 | Zahn                | zobi         |                          | dent         | dens                              |
| dantimax          | Czanfleysch          | Zahnfleisch         | smaganas     |                          | genives      |                                   |
| deywis            | Got                  | Gott                | dievs        |                          | Déu          | deus                              |
| dusi              | Sele                 | Seele               | dvēsele      | duša                     | ànima        | fumus                             |
| estureyto         | Eudexe               | Eidechse            | ķirzaka      | jaščerica                | sargantana   |                                   |
| gamdams, gandarus | Storch               | Storch              | stārks       |                          | cigonya      |                                   |
| genne, genno      | Wip                  | Weib                | sieviete     | ženščina                 | dona         | cf grec : γυνή (gynê)             |
| gorme             | Hiszcze              | Hitze               | siltuma      | žara (calent: gorjačij)  | calor        | formus                            |
| goro              | Vuerstant            | Feuerstelle / Kamin | kamīns       | gorn                     | llar         |                                   |
| grobis            | darm                 | Darm                | zarnas       |                          | intestí      |                                   |
| knaistis          | Brant                | Brand               | ugunsgrēks   |                          | incendi      |                                   |
| knapios, knapis   | Hanf                 | Hanf                | kaņepes      | konoplja                 | cànem        | cannabis                          |
| lituckekers       | linsen               | Linsen              | lēcas        |                          | llentilles   |                                   |
| luriay            | Mer                  | Meer                | jūra         | more                     | mar          |                                   |
| malun akela       | Moelrat              | Mühlenrad           |              | mel'ničnoe koleso        | roda de molí | molere + colere                   |
| malunastabis      | Moelsteyn            | Mühlstein           | dzirnakmens  | mel'ničnyj jërnov        | mola         | mola                              |
| maldenikis        | Kint                 | Kind                | bērnu        | molodoj (jove)           | nen          |                                   |
| menso             | Vleysch              | Fleisch             | miesa, gaļa  | mjaso                    | carn         | membrum                           |
| mergo             | Jungvrowe            | Jungfrau            | jaunava      |                          | verge        | virgo                             |
| nage              | Vues                 | Fuß                 | pēda         | noga                     | peu          | grec : ὄνυξ, ὄνυχος (ungla)       |
| nagepristis       | Czee                 | Zeh                 | pirksts      | palec nogi ?             | dit del peu  |                                   |
| pamatis           | Vussale              | Fußsohle            | pamats, zole | podmëtka                 | sola         |                                   |
| panno             | Vuer                 | Feuer               | uguns        |                          | foc          |                                   |
| pettis            | Schuld'blat          | Schulterblatt       | lāpstiņa     | lopatka                  | omòplat      | llatí: pectus, -oris              |
| pelanne           | Assche               | Asche               | pelni        | pepel                    | cendra       |                                   |
| percunis          | Donner               | Donner              | pērkons      | Perun (antic déu eslau)  | tro          |                                   |
| rapa              | Engel                | Engel               | eņģelis      |                          | àngel        |                                   |
| sari              | Glut                 | Glut                |              | goret' (cremar, brillar) | brillantor   |                                   |
| smonenawins       | Mensch               | Mensch              | cilvēku      |                          | humà         | homo                              |
| smoy              | Man                  | Mann                | vīrietis     |                          | home         | vir                               |
| snaygis           | Sne                  | Schnee              | sniegs       | sneg                     | neu          | nix, nivis                        |
| werwirsis         | Lirche               | Lerche              | cīrulis      | žavoronok ?              | alosa        |                                   |
| weware            | Eichhorn             | Eichhörnchen        | vāvere       |                          | esquirol     |                                   |
| wupyan            | Wulken               | Wolken              | mākoņi       |                          | núvols       | umber                             |